# Pachnobia aquilonaris
Pachnobia aquilonaris là một loài bướm đêm trong họ Noctuidae.